# Dmitrij Žerebčenko
Dmitrij  Anatol'evič Žerebčenko (in russo Дмитрий Анатольевич Жеребченко?; Kurčatov, 27 giugno 1989) è uno schermidore russo, specialista del fioretto.

## Palmarès
- Mondiali

Lipsia 2017: oro nel fioretto individuale.
Wuxi 2018: bronzo nel fioretto a squadre.
Budapest 2019: bronzo nel fioretto individuale.
- Europei

Tbilisi 2017: argento nel fioretto a squadre.
Novi Sad 2018: oro nel fioretto a squadre.
- Giochi europei

Baku 2015: bronzo nel fioretto a squadre.